# حسنخانی
حسنخانی، روستایی از توابع بخش طارم سفلی شهرستان قزوین در استان قزوین ایران است.

## جمعیت
این روستا در دهستان کوهگیر قرار دارد و براساس سرشماری مرکز آمار ایران در سال ۱۳۸۵، جمعیت آن حدود ۱٠٠ نفر (۱۳) بوده‌است.